# Borăscu, Gorj
Borăscu este satul de reședință al comunei cu același nume din județul Gorj, Oltenia, România. Se află în partea de est a județului, Oltenia, România.